# Лёф, Анника
А́нника Лёф (швед. Annika Lööf; род. 11 сентября 1966) — шведская кёрлингистка.

## Достижения
- Чемпионат мира по кёрлингу среди женщин: золото (1992), бронза (1993).
- Чемпионат Швеции по кёрлингу среди женщин: золото (1990).
- Чемпионат Швеции по кёрлингу среди юниоров: золото (1988).

## Команды
| Сезон   | Четвёртый         | Третий            | Второй           | Первый           | Запасной                                     | Турниры                       |
| ------- | ----------------- | ----------------- | ---------------- | ---------------- | -------------------------------------------- | ----------------------------- |
| 1987—88 | Элизабет Ханссон  | Анника Лёф        | Catharina Eklund | Malin Lundberg   |                                              | ЧШЮ 1988 · ЧМЮ 1988 (6 место) |
| 1989—90 | Хелена Свенссон   | Лотта Гайзенфельд | Элизабет Ханссон | Анника Лёф       | Лена Мордберг                                | ЧШЖ 1990 · ЧМ 1990 (6 место)  |
| 1990—91 | Анника Лёф        | Лотта Гайзенфельд | Хелена Свенссон  | Элизабет Ханссон | Лена Мордберг                                | ЧЕ 1990 (6 место)             |
| 1991—92 | Элизабет Юханссон | Катарина Нюберг   | Луиз Мармонт     | Элизабет Перссон | Анника Лёф                                   | ЧМ 1992                       |
| 1992—93 | Элизабет Юханссон | Катарина Нюберг   | Луиз Мармонт     | Элизабет Перссон | Анника Лёф                                   | ЧМ 1993                       |
| 1996—97 | Катрин Норберг    | Хелена Свенссон   | Анна Блум        | Анника Лёф       | Маргарета Линдаль тренер: Стефан Хассельборг | ЧМ 1997 (5 место)             |

(скипы выделены полужирным шрифтом)

## Частная жизнь
Её брат — кёрлингист Андерс Лёф, серебряный и бронзовый призёр чемпионатов мира среди мужчин.